# Virgichneumon faunus
Virgichneumon faunus är en stekelart som först beskrevs av Johann Ludwig Christian Gravenhorst 1829.  Virgichneumon faunus ingår i släktet Virgichneumon och familjen brokparasitsteklar. Arten är reproducerande i Sverige. Inga underarter finns listade i Catalogue of Life.